# Železniško postajališče Novo mesto Kandija
Železniško postajališče Novo mesto Kandija je postajališče, ki leži v Novem mestu na progi Ljubljana - Metlika. Postajna stavba je bila zgrajena leta 1914, takrat je postaja sodila k naselju Kandija, ki je danes del Novega mesta. Postaja je do izgraditve ločenega industrijskega tira za podjetje IMV opravljala tudi vlogo tovorne postaje.

## Zgodovina
Postaja je bila z Odlokom o razglasitvi naravnih znamenitosti in nepremičnih kulturnih in zgodovinskih spomenikov v občini Novo mesto, Uradni list RS št. 38/1992 razglašena za kulturni spomenik lokalnega pomena. 